# Morti nel 1989/Luglio
| Questa pagina contiene informazioni ricavate automaticamente dalle voci biografiche con l'ausilio del template Bio e di un bot. L'aggiornamento è periodico e automatico e ricostruisce completamente la pagina. Se manca una persona in questa lista, sei pregato di non aggiungerla, ma accertati piuttosto che la sua voce biografica contenga il template Bio e che i dati anagrafici siano correttamente compilati. Se il template Bio manca, inseriscilo tu stesso o, in alternativa, metti l'avviso {{tmp\|Bio}} che ne segnala la mancanza. Se i dati riportati sono sbagliati, correggi direttamente la voce biografica; le modifiche saranno visibili in questa lista entro pochi giorni. Per chiarimenti vedi il progetto biografie. La lista contiene solo le 107 persone che sono citate nell'enciclopedia e per le quali è stato implementato correttamente il template Bio. Pagina aggiornata al 3 mar 2024. |

- 1º luglio - Matthias Billen, calciatore tedesco (n. 1910)
- 1º luglio - William Ching, attore statunitense (n. 1913)
- 1º luglio - António Morais, allenatore di calcio e calciatore portoghese (n. 1934)
- 1º luglio - Stephen Naidoo, arcivescovo cattolico sudafricano (n. 1937)
- 2 luglio - Hilmar Baunsgaard, politico danese (n. 1920)
- 2 luglio - Andrej Andreevič Gromyko, politico e diplomatico sovietico (n. 1909)
- 2 luglio - Jean Painlevé, regista francese (n. 1902)
- 2 luglio - Franklin J. Schaffner, regista statunitense (n. 1920)
- 2 luglio - Wilfrid Sellars, filosofo statunitense (n. 1912)
- 2 luglio - Ben Wright, attore e doppiatore britannico (n. 1915)
- 3 luglio - Jim Backus, attore statunitense (n. 1913)
- 4 luglio - Win Maung, politico birmano (n. 1916)
- 4 luglio - Vic Perrin, attore statunitense (n. 1916)
- 4 luglio - Nelson Sullivan,  statunitense (n. 1948)
- 5 luglio - Ugo Giachery, religioso italiano (n. 1896)
- 5 luglio - Ernesto Halffter, compositore e direttore d'orchestra spagnolo (n. 1905)
- 5 luglio - Michele Molese, tenore statunitense (n. 1928)
- 6 luglio - Jean Bouise, attore francese (n. 1929)
- 6 luglio - János Kádár, politico ungherese (n. 1912)
- 6 luglio - John Joseph Maguire, arcivescovo cattolico statunitense (n. 1904)
- 7 luglio - Wilhelm Joswig, militare e aviatore tedesco (n. 1912)
- 7 luglio - Virgilio Sabel, regista cinematografico e sceneggiatore italiano (n. 1920)
- 7 luglio - Félix Unden, pallanuotista lussemburghese (n. 1902)
- 9 luglio - Domenico Bartoli, giornalista e saggista italiano (n. 1912)
- 9 luglio - Pietro Salvatore Colombo, vescovo cattolico italiano (n. 1922)
- 9 luglio - Abdellah Guennoun, scrittore marocchino (n. 1908)
- 9 luglio - Jozef Kuchár, calciatore slovacco (n. 1919)
- 9 luglio - Piero Pino, chimico italiano (n. 1921)
- 10 luglio - Mel Blanc, doppiatore statunitense (n. 1908)
- 10 luglio - Jean-Michel Charlier, fumettista belga (n. 1924)
- 11 luglio - Veniero Canevari, illustratore e pittore italiano (n. 1926)
- 11 luglio - Irv Comp, giocatore di football americano statunitense (n. 1919)
- 11 luglio - Laurence Olivier, attore, regista e direttore artistico britannico (n. 1907)
- 11 luglio - Magda Portal, scrittrice e poetessa peruviana (n. 1900)
- 11 luglio - Albert Sommer, ciclista su strada svizzero (n. 1915)
- 12 luglio - Volfango d'Assia-Kassel, principe (n. 1896)
- 12 luglio - Franziska zu Hohenlohe-Waldenburg-Schillingsfürst, principessa tedesca (n. 1897)
- 12 luglio - Sidney Hook, filosofo statunitense (n. 1902)
- 12 luglio - Masao Miyamoto, esperantista giapponese (n. 1913)
- 12 luglio - Carlos Puebla, cantautore cubano (n. 1917)
- 12 luglio - Alberto Radi, canottiere italiano (n. 1919)
- 13 luglio - John Bryant, attore statunitense (n. 1916)
- 13 luglio - Abdul Rahman Ghassemlou, politico iraniano (n. 1930)
- 13 luglio - Arnaldo Ochoa, rivoluzionario, generale e politico cubano (n. 1930)
- 14 luglio - José María García Lahiguera, arcivescovo cattolico spagnolo (n. 1903)
- 15 luglio - Adolfo Bogoncelli, imprenditore e dirigente sportivo italiano (n. 1915)
- 15 luglio - Lino Cason, calciatore italiano (n. 1914)
- 15 luglio - Laurie Cunningham, calciatore inglese (n. 1956)
- 15 luglio - Tassilo Fürstenberg, principe e giornalista tedesco (n. 1903)
- 15 luglio - Maria Kuncewiczowa, scrittrice polacca (n. 1895)
- 16 luglio - Aladino Di Martino, compositore italiano (n. 1908)
- 16 luglio - Nicolás Guillén, scrittore cubano (n. 1902)
- 16 luglio - Herbert von Karajan, direttore d'orchestra austriaco (n. 1908)
- 16 luglio - Marco Lombardo Radice, psichiatra e scrittore italiano (n. 1949)
- 16 luglio - Antonio Ranocchia, scultore italiano (n. 1915)
- 17 luglio - Dudley Brooks, musicista statunitense (n. 1913)
- 17 luglio - Paul Lemerle, storico francese (n. 1903)
- 17 luglio - Luis Muñoz Cabrero, bobbista spagnolo (n. 1928)
- 17 luglio - Emīls Urbāns, calciatore lettone (n. 1904)
- 18 luglio - Rebecca Schaeffer, attrice statunitense (n. 1967)
- 19 luglio - Nigel Dennis, scrittore britannico (n. 1912)
- 19 luglio - Osmund Menghin, storico austriaco (n. 1920)
- 19 luglio - Vivian Reed, attrice statunitense (n. 1894)
- 19 luglio - Kazimierz Sabbat, politico polacco (n. 1913)
- 19 luglio - Carl-Heinz Schroth, attore e regista austriaco (n. 1902)
- 19 luglio - Erwin Sietas, nuotatore tedesco (n. 1910)
- 19 luglio - Benjamin Tammuz, scrittore israeliano (n. 1919)
- 20 luglio - José Augusto Brandão, calciatore brasiliano (n. 1910)
- 20 luglio - Lauro Corona, attore e modello brasiliano (n. 1957)
- 20 luglio - Antonio Cremisini, politico italiano (n. 1905)
- 20 luglio - John Sleeuwenhoek, calciatore inglese (n. 1944)
- 20 luglio - Giannīs Tsarouchīs, pittore, costumista e scenografo greco (n. 1910)
- 22 luglio - Paul Christoph Mangelsdorf, agronomo e botanico statunitense (n. 1899)
- 22 luglio - Martti Talvela, basso finlandese (n. 1935)
- 23 luglio - Carlotta d'Asburgo-Lorena, duchessa (n. 1921)
- 23 luglio - Donald Barthelme, scrittore e giornalista statunitense (n. 1931)
- 23 luglio - Luigi Forlenza, generale italiano (n. 1907)
- 23 luglio - Michael Sundin, conduttore televisivo, attore e ballerino britannico (n. 1961)
- 23 luglio - Evgenij Umnov, compositore di scacchi russo (n. 1913)
- 24 luglio - Marco Acerbi, ostacolista italiano (n. 1949)
- 24 luglio - Walter Dick, calciatore scozzese (n. 1905)
- 24 luglio - Cecilia Hansen, violinista russa (n. 1897)
- 24 luglio - Ernest Morrison, attore statunitense (n. 1912)
- 24 luglio - Mark Morrisroe, fotografo e performance artist statunitense (n. 1959)
- 24 luglio - Bob Mullens, cestista statunitense (n. 1922)
- 24 luglio - Helmut Schubert, calciatore tedesco (n. 1916)
- 25 luglio - Camillo Jerusalem, calciatore, allenatore di calcio e dirigente sportivo austriaco (n. 1914)
- 25 luglio - Steve Rubell, imprenditore statunitense (n. 1943)
- 26 luglio - Luigi Morstabilini, vescovo cattolico italiano (n. 1907)
- 26 luglio - Michele Musolino, politico italiano (n. 1935)
- 26 luglio - Vicente Zito, calciatore argentino (n. 1912)
- 27 luglio - Antonio Maria Colini, archeologo italiano (n. 1900)
- 27 luglio - Paola Masino, scrittrice, traduttrice e librettista italiana (n. 1908)
- 27 luglio - Luigi Punzolo, arcivescovo cattolico italiano (n. 1905)
- 27 luglio - Pietro Sartoris, fumettista italiano (n. 1926)
- 28 luglio - Demétrio Domingos Carrilho, calciatore portoghese (n. 1922)
- 28 luglio - Jeff Richards, giocatore di baseball e attore statunitense (n. 1924)
- 29 luglio - Nancy Andrews, attrice statunitense (n. 1920)
- 29 luglio - Giovanni Archeoli, attore teatrale, poeta e partigiano italiano (n. 1909)
- 29 luglio - Osvaldo Brandão, allenatore di calcio brasiliano (n. 1916)
- 29 luglio - Antonio Mosca, poliziotto italiano (n. 1948)
- 30 luglio - Saulle Franzini, calciatore italiano (n. 1902)
- 30 luglio - Amadeo Labarta, calciatore spagnolo (n. 1905)
- 30 luglio - Octave Mannoni, etnologo, psicoanalista e insegnante francese (n. 1899)
- 31 luglio - Leon Ferguson, pallanuotista australiano (n. 1923)
- 31 luglio - Piero Guelfi, baritono italiano (n. 1914)
- 31 luglio - Zhou Yang, scrittore cinese (n. 1908)